# Lý Bật
Lý Bật (chữ Hán: 李弼, 494 – 557), tên tự là Cảnh Hòa, người Tương Bình, Liêu Đông , là tướng lĩnh, khai quốc công thần nhà Tây Ngụy, nhà Bắc Chu, một trong "Bát Trụ Quốc" nhà Tây Ngụy, được ban họ Tiên Ti là Đồ Hà.

## Tham gia trấn áp Lục trấn khởi nghĩa
Ông tổ 6 đời là Căn, làm Hoàng môn thị lang nhà Hậu Yên. Ông nội là Quý Sửu, làm Bình Châu thứ sử nhà Bắc Ngụy. Cha là Vĩnh, làm Thái trung đại phu, được tặng Lương Châu thứ sử.
Bật từ nhỏ có chí lớn, sức mạnh hơn người. Năm Vĩnh An đầu tiên (528), được Nhĩ Chu Thiên Quang gọi làm biệt tướng. Theo Thiên Quang tây thảo, phá người Thục ở Xích Thủy, nhờ công được bái làm Chinh lỗ tướng quân, Thạch Môn huyện bá, thực ấp 500 hộ. Lại cùng Hạ Bạt Nhạc đánh dẹp bọn Mặc Kỳ Sửu Nô, luôn đi tiên phong phá trận, không ai địch nổi. Đối phương khiếp sợ, nói: Đừng đối mặt với Lý Tướng Quân!
Thiên Quang đến Lạc, Bật nhân đó đi theo Hầu Mạc Trần Duyệt, làm Đại đô đốc, gia Thông trực tán kỵ thường thị. Đầu năm Thái Xương (532), thụ Thanh Thủy quận thú, Hằng Châu đại trung chính. Sau đó làm Nam Tần Châu thứ sử, theo Duyệt đánh dẹp, nhiều lần lập công.

## Phản bội Hầu Mạc Trần Duyệt
Khi Duyệt hại Nhạc, dừng quân ở Lũng Thượng, Vũ Văn Thái từ Bình Lương tiến đánh, Bật thấy Duyệt hoang mang vô kế, biết ông ta ắt bại, bèn ngầm sai sứ xin hàng Thái.
Đêm ấy, Bật nói với bộ hạ của mình rằng: "Hầu Mạc Trần công muốn về Tần Châu, chúng mày sao không chuẩn bị hành trang?" Vợ của Bật là dì của Duyệt, nên ông được Duyệt gần gũi tin cậy, mọi người vì thế tin là thật, tan rã bỏ chạy, tranh nhau trốn về Tần Châu.
Bật trước tiên giữ cửa thành để tập hợp bọn họ, đưa cả đến quy hàng Vũ Văn Thái, Duyệt do vậy mà thất bại. Thái phá được Duyệt, bắt được châu bảo nô tì, lựa những thứ tốt mà ban cho Bật, lệnh ông giữ nguyên chức mà trấn Nguyên Châu. Sau đó được bái làm Tần Châu thứ sử.

## Tham gia chiến tranh Đông Ngụy – Tây Ngụy
Vũ Văn Thái tiến đánh Đông Ngụy, triệu Bật làm Đại đô đốc, lĩnh Hữu quân, tấn công Đồng Quan rồi đến Lạc Thành, đều hạ được.
Đầu những năm Đại Thống (535 -551), được tiến vị Phiếu kị đại tướng quân, Khai phủ nghi đồng tam tư.
Theo quân đi đánh Đậu Thái, làm tiên phong phá trận, chém giết rất nhiều. Vũ Văn Thái đem con ngựa Chuy của mình và bộ mâu giáp nổi tiếng của Đậu Thái ban cho Bật.
Lại theo quân bình Hoằng Nông, cùng Cao Hoan giao chiến ở Sa Uyển. Bật soái quân ở cánh phải, còn cánh trái bị Cao Hoan khống chế. Ông gọi 60 kỵ binh sĩ dưới quyền, đi trước sĩ tốt, đón đánh quân Đông Ngụy, chia địch làm 2, nhờ vậy mà đại thắng. Nhờ công được bái làm Đặc tiến, tước Triệu Quốc công, tăng ấp 1000 hộ.
Lại cùng Hạ Bạt Thắng chiếm Hà Đông, đánh dẹp Phần, Giáng.
Năm thứ 4 (538), theo Vũ Văn Thái đi đánh Lạc Dương, Bật làm tiền khu. Tướng Đông Ngụy là Mạc Đa Lâu Thái Văn soái mấy ngàn quân, bất ngờ đến Cốc Thành. Bật theo đường nhỏ đi trước, sai quân sĩ nổi trống hò reo, kéo lê cũi gỗ trên mặt đất làm bụi mù bốc cao. Thái Văn cho rằng đại quân Tây Ngụy đến, quay đầu bỏ chạy. Bật đuổi nà theo, bắt hết quân địch, chém được Thái Văn, truyền đầu về chỗ đại quân.
Ngày hôm sau, theo Vũ Văn Thái giao chiến với Cao Hoan ở Hà Kiều. Bật vào sâu trận địch, thân trúng 7 vết thương, nên bị bắt sống, bị trói rất chặt. Ông vờ bị trọng thương, nằm bẹp trên mặt đất, quân Đông Ngụy bèn cởi trói cho Bật. Ông liếc thấy bên cạnh hắn ta có ngựa, nhân đó nhảy lên mà chạy về. Được miễn tội.
Năm thứ 5 (539), dời sang làm Tư Không.
Năm thứ 6, Hầu Cảnh chiếm Kinh Châu, Bật cùng Độc Cô Tín chống lại.
Năm thứ 9, tham chiến Mang Sơn, chuyển sang làm Thái úy.
Năm thứ 13, Hầu Cảnh soái 6 châu Hà Nam quy phụ, tướng Đông Ngụy là Hàn Quỹ vây Cảnh ở Toánh Xuyên, Vũ Văn Thái sai Bật soái quân đi giúp Cảnh, các tướng đều phải chịu sự chỉ huy của ông. Bật đến, Quỹ lui. Vương Tư Chánh chiếm Toánh Xuyên, Bật bèn trở về.
Năm thứ 14, Bắc Kê Hồ nổi dậy, Bật đánh dẹp được. Dời sang làm Thái bảo, gia Trụ quốc đại tướng quân.
Năm Phế đế đầu tiên (552), được ban họ Đồ Hà. Vũ Văn Thái tây tuần, lệnh cho Bật ở lại giữ thành. Các ti đều phải đem việc bẩm lên.
Vũ Văn Thái kiến lập 6 quan, được bái làm Thái phó, Đại tư đồ. Người Như Như bị Đột Quyết bức bách, xin đem cả nước về hàng, Bật soái quân đi đón. Ông trước sau được cấp Vũ bảo, Cổ xuy, được ban 6000 đoạn vải.
Sau khi Tấn công Vũ Văn Hộ chấp chính, triều đình có đại sự, đều cùng bọn Vu Cẩn, Bật bàn bạc.
Vũ Văn Giác lên ngôi, ban chức Thái sư, tiến phong Triệu quốc công, thực ấp 10000 hộ, trước sau thưởng 40000 tiền.
Tháng 10 năm đầu tiên thời Bắc Chu Minh đế Vũ Văn Dục (557), mất khi đang ở chức, được 64 tuổi. Minh đế ngay hôm ấy cử ai, sau đó còn 3 lần đến dự lễ tang. Phát binh sĩ để đào mộ, cấp đại lộ, long kỳ, bày quân bên mộ. Thụy là Vũ, truy phong Ngụy quốc công, đưa vào thờ trong miếu Thái tổ (Vũ Văn Thái).

## Đánh giá
Bật mỗi khi soái quân chinh thảo, buổi sáng nhận lệnh, buổi chiều lên đường, không hỏi đến việc riêng, cũng rất ít khi về nhà, có thể nói là vì nước quên mình.
Ông có tính cách thâm trầm, hùng tráng, rất có kiến thức, nên về sau mới giành được công danh.

## Hậu nhân
- Trưởng tử Lý Diệu, phong Hình quốc công. Con là Lý Khoan, Bồ Sơn quận công; con Khoan chính là Bồ Sơn công Lý Mật, thủ lĩnh nghĩa quân Ngõa Cương cuối đời Tùy.
- Thứ tử Lý Huy, cưới con gái của Vũ Văn Thái là Nghĩa An trưởng công chúa, phong Nghĩa Thành quận công, tập tước Triệu quốc công, cải Ngụy quốc công.
- Em Huy là Lý Diễn, Chân Hương quận công.
- Em Diễn là Lý Luân, Hà Dương quận công.
- Em Luân là Lý Yến, Triệu quận công.